# Scelotrichia nepalensis
Scelotrichia nepalensis är en nattsländeart som först beskrevs av Douglas E. Kimmins 1964.  Scelotrichia nepalensis ingår i släktet Scelotrichia och familjen smånattsländor. Inga underarter finns listade i Catalogue of Life.